# Jacques Pignon
Œuvres principales
- L'évolution phonétique des parlers du Poitou (Vienne et Deux-Sèvres)

Jacques Pignon, né le 6 juin 1910 à Poitiers et mort à Paris 13e le 28 mars 1965,, est un linguiste français.
Il devint professeur de philologie française à l'Université de Poitiers puis pris la succession de Pierre fouché dans la chaire de phonétique générale expérimentale à la Sorbonne.

## Biographie
Il est l'auteur d'une thèse monumentale : L'évolution phonétique des parlers du Poitou (Vienne et Deux-Sèvres) publiée en 1960.
Dans cette thèse il assoit la notion d'ensemble linguistique poitevin-saintongeais, parlant d'ailleurs de la zone "poitevino-saintongeaise", qu'il caractérise sur le plan linguistique en ces termes : « Il est évident que l’évolution phonétique des parlers poitevins et celle des parlers saintongeais est à peu près parallèle. Ils constituent, à l’ouest du domaine gallo-roman, une aire originale où se rencontrent, d’une part, traits d’oc et traits d’oïl, de l’autre quelques développements particuliers, inconnus dans les provinces limitrophes situées au Nord et au Sud».
Il explique dans sa conclusion avoir trouvé :
- 16 traits absents du français mais communs au poitevin et aux parlers du nord-ouest (Touraine, Anjou, Maine, Haute-Bretagne et parfois Basse-Normandie) dont 5  communs avec le saintongeais et 5 l'étaient autrefois,
- 2 traits absents du français moderne (présents autrefois en français) mais communs au poitevin et aux parlers du nord-ouest, les 2 étant communs aussi avec le saintongeais,
- 7 traits absents du français et des parlers du nord-ouest, mais particuliers au poitevin, tous les 7 communs avec le saintongeais,
- 16 traits absents du français et des parlers du nord-ouest, mais communs au poitevin et à l'occitan, tous les 16 communs avec le saintongeais.

En plus de l'analyse synchronique des parlers poitevins, il se livre à une analyse diachronique, basée sur les textes de la renaissance comme sur ceux du Moyen Âge, mais aussi sur la toponymie. Il y démontre "une progressive désoccitanisation [du Poitou], et l'invasion d'un phonétisme oïlique [...] auquel le poitevin donnera d'ailleurs, par la suite, une coloration particulière".

## Livres et articles
- Jacques Pignon, Les formes verbales de Tote l'istoire de France, texte saintongeais du XIIIe siècle, dans : Mélanges de linguistique offerts à Albert Dauzat par ses élèves et ses amis, Paris, Artrey, 1951, p. 257-274.
- Jacques Pignon, Les études de dialectologie poitevine, dans : Orbis, tome II, pp. 137-142, 1953.
- Jacques Pignon, La littérature patoise en Poitou, dans : Les dialectes belgo-romans 12, pp.5-41, 1955.
- Jacques Pignon, Les parlers du Poitou, dans : Les Cahiers de l'Ouest, n°24, pp. 9-16, 1958.
- Jacques Pignon, La langue de la Seconde coutume de Charroux, dans : Cahiers de civilisation médiévale III, pp.457-471, 1960.
- Jacques Pignon, La Gente Poitevinerie, Recueil de textes en patois poitevin du XVIe siècle, D'Artrey, 1960. (Réédition par Geste éditions  en 2002, préface de Pierre Gauthier.  (ISBN 2-84561-070-X))
- Jacques Pignon, L'évolution phonétique des parlers du Poitou (Vienne et Deux-Sèvres), D'Artrey, 1960.

### Notices biographiques
- Gérald Antoine, (Notice nécrologique sur) Jacques Pignon (1910-1965), dans : Cahiers de civilisation médiévale, 1965, Volume 8, Numéro 31, p. 447. lire en ligne sur Persée:

### Ressentions de ses ouvrages
- Pierre Bec, Compte rendu de lecture : Jacques Pignon. L'évolution phonétique des parlers du Poitou (Vienne et Deux-Sèvres), Cahiers de civilisation médiévale, Année 1965, Volume 8, Numéro 29, pp. 75-78. Lire sur Persée

### Citation de ses ouvrages
- Marie-Rose Simoni-Aurembou, Le français régional en île de France et dans l'Orléanais, 1973. Lire sur Persée:
- Alexander Hull, On the origin and chronology of the French-based creoles, Readings in creole studies, 1979, p. 201-215. Lire:
- Robert Lafont, La revendication occitane, Flamarion, 1974.
- RA Hall, External history of the Romance languages, Elsevier Publishing Company, 1974.
- Liliane Jagueneau, Structuration de l'espace linguistique entre Loire et Gironde, Analyse dialectométrique des données de l'Atlas Linguistique et Ethnographique de l'Ouest, thèse de Doctorat d'État, Toulouse; 1987.
- Philippe Gallard, Évolutions phonétiques et phonologiques d'un parler poitevin, dans : La Linguistique, Vol. 26, Fasc. 1 (1990), pp. 79-87, Presses Universitaires de France, 1990.
- RA Lodge, French, from dialect to standard, 1993. Lire sur books Google:
- Philippe Gallard, Diversité des usages et idiolecte, ou la nécessité de deux niveaux d'analyse: L'exemple du poitevin, dans : La Linguistique, Vol. 31, Fasc. 1, pp. 81-91, Presses Universitaires de France, 1995.
- Michelle Auzanneau, La parole vive du Poitou: une étude sociolinguistique en milieu rural, Editions L'Harmattan, 1998.
- Pierre Gauthier, Le poitevin-saintongeais dans les parlers québécois et acadiens: aspects phonétiques, dans :  Simoni-Aurembou, Marie-Rose (éd.), Français du Canada-Français de France: Actes du Colloque de Bellême, Vol. 5, pp. 117-133, 2000.
- YC Morin, Les premiers immigrants et la prononciation du français au Québec, Revue québécoise de linguistique, 2002. Lire sur Érudit:
- Éric Nowak, Histoire et géographie des parlers poitevins et saintongeais, 2010, Édition des régionalismes / Pyrémonde.  (ISBN 2-84618-677-4)
- Dominique Sumien, Les langues romanes centrales vers une nouvelle convergence: catalan, occitan, aragonais, aguiainais (poitevin-saintongeais), dans : Hápax: Revista de la Sociedad de Estudios de Lengua y Literatura, 2013, no 6, p. 135-163. Lire :
- Éric Nowak, Poitou-Charentes en Aquitaine ! et la Vendée aussi ! , de et sous la diection d’Eric Nowak, avec la collaboration de : Michel Perraudeau, Aurélien Rondeau, Frédérique Dumerchat, Jean-François Miniot, Didier Paillaud, Laurent Pineau, Christiane Fourquet, Xavier-Gérard Dupuis, Jaqueline Fortin, Pascal Thebeaud, Jean-Christophe Dourdet, Vincent Poudampa, Dominique Sumien, Jean-Pierre Surrault, 2014, Édition des régionalismes / Pyrémonde.  (ISBN 978-2-8240-0433-4)